# Alawoona
Alawoona är en ort i Australien. Den ligger i kommunen Loxton Waikerie och delstaten South Australia, omkring 180 kilometer öster om delstatshuvudstaden Adelaide. Antalet invånare är 252.
Trakten runt Alawoona är nära nog obefolkad, med mindre än två invånare per kvadratkilometer.. Närmaste större samhälle är Pata, omkring 19 kilometer norr om Alawoona.
Trakten runt Alawoona består till största delen av jordbruksmark. Genomsnittlig årsnederbörd är 320 millimeter. Den regnigaste månaden är februari, med i genomsnitt 54 mm nederbörd, och den torraste är oktober, med 11 mm nederbörd.